# Hans van Heelsbergen
Hans van Heelsbergen (Rotterdam, 5 september 1944) is een Nederlandse zakenman die vanaf 2003 enkele jaren de voorzitter van de voetbalclub Sparta Rotterdam is geweest.

## Hans Textiel
Na de mulo bouwde Van Heelsbergen vanaf de jaren zestig de textielzaak van zijn vader in de Spanjaardstraat in de wijk Delfshaven uit tot de internationale keten Hans Textiel.
Eind 2010 kwamen er berichten in de media over een volledige overname van het bedrijf op 1 februari 2011. Deze verkoop vond geen voortgang. Een aantal vestigingen werd toen verkocht aan verschillende concurrenten. Voor de overige delen van het bedrijf werd faillissement aangevraagd. Dit faillissement is eind mei definitief geworden.

## Sparta Rotterdam
Toen de voetbalclub Sparta Rotterdam in 2003 failliet dreigde te gaan, wierp Van Heelsbergen zich samen met enkele andere zakenlieden op als 'redder' van de club. Vervolgens was hij enkele jaren de voorzitter van Sparta. Hij was al vanaf zijn jeugd Sparta-supporter en met Hans Textiel is hij vanaf 1983 tot 2008 gedurende 25 jaren onafgebroken sponsor van de club.
In november 2004 kocht Van Heelsbergen het kasteel aan, dit is het historische deel van het Spartastadion. In het Kasteel zijn nu de (S)Port of Rotterdam havenclub, een brasserie, een trouwlocatie, het Sparta Museum en de Sparta Sportshop gevestigd.